# مارکو ورونزه
مارکو ورونزه (انگلیسی: Marco Veronese؛ زادهٔ ۲۲ مهٔ ۱۹۷۶) بازیکن فوتبال اهل ایتالیا است.
از باشگاه‌هایی که در آن بازی کرده‌است می‌توان به باشگاه فوتبال رجینا، باشگاه فوتبال اینتر میلان، باشگاه فوتبال اسپتزیا، باشگاه فوتبال مودنا، باشگاه فوتبال کیه‌وو ورونا، باشگاه فوتبال ونتزیا، باشگاه فوتبال مونتسا، باشگاه فوتبال چزنا، و باشگاه فوتبال ویچنزا اشاره کرد.